# Chris Osgood
Chris Osgood (26. listopadu 1972, Peace River, Alberta, Kanada) je bývalý kanadský hokejový brankář.

## Hráčská kariéra
V roce 1991 byl draftován týmem Detroit Red Wings ve třetím kole na celkovém 54. místě. Svůj debut v NHL si odehrál v sezóně 1993/1994. Následující sezónu byl v týmu jedničkou Mike Vernon. Detroit postoupil až do finále Stanley Cupu, kde podlehl New Jersey Devils 0:4 na zápasy. O rok později Osgood dostával více šancí, odehrál 50 zápasů s průměrem obdrženým branek na zápas 2,17. Společně s Mikemem Vernonen obdržel William M. Jennings Trophy. V sezóně 1996/1997 se Detroit opět probojoval do finále NHL, kde porazil Philadelphii Flyers. I následující sezónu se tým dostal do finále Stanley Cupu, tentokrát nastoupil proti Washingtonu Capitals, který jim podlehl 4:0.
V létě 2001 do Detroitu přestoupil Dominik Hašek. 28. září 2001 proto Osgood podepsal novou smlouvu s New York Islanders. Zde setrval jednu a půl sezóny. Následně přestoupil do St. Louis Blues, kde zůstal do stávky NHL. Po stávce se opět vrátil do Detroitu. V roce 2006 se do týmu vrátil Dominik Hašek, takže Osgood odehrál pouhých 26 zápasů. Následující sezónu byl jedničkou stále Hašek, který však trpěl vleklým zraněním. Díky tomu se v závěru soutěže dostával na led více Osgood, který také odehrál většinu zápasů v play-off. V něm Detroit nakonec zvítězil, když ve finále porazil Pittsburgh Penguins.
19. července 2011 ohlásil konec aktivní kariéry. V Detroitu zůstal jako poradce.

## Ocenění a úspěchy
- 1991 WHL – Druhý západní All-Star Tým
- 1994 NHL – Nováček února 1994
- 1996 NHL – William M. Jennings Trophy
- 1996 NHL – Nejvíce vítězství
- 1996 NHL – NHL All-Star Team
- 2008 NHL – William M. Jennings Trophy
- 2008 NHL – All-Star Game
- 2008 NHL – Nejnižší průměr inkasovaných branek

## Prvenství
- Debut v NHL – 15. října 1993 (Toronto Maple Leafs proti Detroit Red Wings)
- První inkasovaný gól – 15. října 1993 (Toronto Maple Leafs proti Detroit Red Wings, kanadským obráncem Todd Gill)
- První vychytaná nula v NHL – 24. února 1994 (Detroit Red Wings proti Hartford Whalers)

## Statistiky

### Základní části
| Sezona       | Tým                   | Liga         | Z   | V   | P   | R  | Pvp | MIN    | OG    | ČK | POG  | %ChS |
| ------------ | --------------------- | ------------ | --- | --- | --- | -- | --- | ------ | ----- | -- | ---- | ---- |
| 1989–90      | Medicine Hat Tigers   | WHL          | 57  | 24  | 28  | 2  | —   | 3,094  | 228   | 0  | 4.42 | .883 |
| 1990–91      | Medicine Hat Tigers   | WHL          | 46  | 23  | 18  | 3  | —   | 2,630  | 173   | 2  | 3.95 | .901 |
| 1991–92      | Medicine Hat Tigers   | WHL          | 15  | 10  | 3   | 0  | —   | 819    | 44    | 0  | 3.22 | .909 |
| 1991–92      | Brandon Wheat Kings   | WHL          | 16  | 3   | 10  | 1  | —   | 890    | 60    | 1  | 4.04 | .899 |
| 1991–92      | Seattle Thunderbirds  | WHL          | 21  | 12  | 7   | 1  | —   | 1,217  | 65    | 1  | 3.20 | .901 |
| 1992–93      | Adirondack Red Wings  | AHL          | 45  | 19  | 19  | 4  | —   | 2,438  | 159   | 0  | 3.91 | .880 |
| 1993–94      | Adirondack Red Wings  | AHL          | 4   | 3   | 1   | 0  | —   | 239    | 13    | 0  | 3.26 | .893 |
| 1993–94      | Detroit Red Wings     | NHL          | 41  | 23  | 8   | 5  | —   | 2,206  | 105   | 2  | 2.86 | .895 |
| 1994–95      | Adirondack Red Wings  | AHL          | 2   | 1   | 1   | 0  | —   | 120    | 6     | 0  | 3.00 | .908 |
| 1994–95      | Detroit Red Wings     | NHL          | 19  | 14  | 5   | 0  | —   | 1,087  | 41    | 1  | 2.26 | .917 |
| 1995–96      | Detroit Red Wings     | NHL          | 50  | 39  | 6   | 5  | —   | 2,933  | 106   | 5  | 2.17 | .911 |
| 1996–97      | Detroit Red Wings     | NHL          | 47  | 23  | 13  | 9  | —   | 2,769  | 106   | 6  | 2.30 | .910 |
| 1997–98      | Detroit Red Wings     | NHL          | 64  | 33  | 20  | 11 | —   | 3,807  | 140   | 6  | 2.21 | .913 |
| 1998–99      | Detroit Red Wings     | NHL          | 63  | 34  | 25  | 4  | —   | 3,691  | 149   | 3  | 2.42 | .910 |
| 1999–00      | Detroit Red Wings     | NHL          | 53  | 30  | 14  | 8  | —   | 3,148  | 126   | 6  | 2.40 | .907 |
| 2000–01      | Detroit Red Wings     | NHL          | 52  | 25  | 19  | 4  | —   | 2,834  | 127   | 1  | 2.69 | .903 |
| 2001–02      | New York Islanders    | NHL          | 66  | 32  | 25  | 6  | —   | 3,743  | 156   | 4  | 2.50 | .910 |
| 2002–03      | New York Islanders    | NHL          | 37  | 17  | 14  | 4  | —   | 1,993  | 97    | 2  | 2.92 | .894 |
| 2002–03      | St. Louis Blues       | NHL          | 9   | 4   | 3   | 2  | —   | 532    | 27    | 2  | 3.05 | .888 |
| 2003–04      | St. Louis Blues       | NHL          | 67  | 31  | 25  | 8  | —   | 3,861  | 144   | 3  | 2.24 | .910 |
| 2005–06      | Grand Rapids Griffins | AHL          | 3   | 2   | 1   | —  | 0   | 180    | 10    | 0  | 3.33 | .882 |
| 2005–06      | Detroit Red Wings     | NHL          | 32  | 20  | 6   | —  | 5   | 1,846  | 85    | 2  | 2.76 | .897 |
| 2006–07      | Detroit Red Wings     | NHL          | 21  | 11  | 3   | —  | 6   | 1,161  | 46    | 0  | 2.38 | .907 |
| 2007–08      | Detroit Red Wings     | NHL          | 43  | 27  | 9   | —  | 4   | 2,409  | 84    | 4  | 2.09 | .914 |
| 2008–09      | Detroit Red Wings     | NHL          | 46  | 26  | 9   | —  | 8   | 2,663  | 137   | 2  | 3.09 | .887 |
| 2009–10      | Detroit Red Wings     | NHL          | 23  | 7   | 9   | —  | 4   | 1,252  | 63    | 1  | 3.02 | .888 |
| 2010–11      | Detroit Red Wings     | NHL          | 11  | 5   | 3   | —  | 2   | 629    | 29    | 0  | 2.77 | .903 |
| Celkem v NHL | Celkem v NHL          | Celkem v NHL | 744 | 401 | 216 | 66 | 29  | 42,564 | 1,768 | 50 | 2.49 | .905 |

### Play-off
| Sezona       | Tým                  | Liga         | Z   | V  | P  | MIN   | OG  | ČK | POG  | %ChS |
| ------------ | -------------------- | ------------ | --- | -- | -- | ----- | --- | -- | ---- | ---- |
| 1989–90      | Medicine Hat Tigers  | WHL          | 3   | 0  | 3  | 173   | 17  | 0  | 5.89 | —    |
| 1990–91      | Medicine Hat Tigers  | WHL          | 12  | 7  | 5  | 712   | 42  | 0  | 3.53 | —    |
| 1991–92      | Seattle Thunderbirds | WHL          | 15  | 9  | 6  | 904   | 51  | 0  | 3.38 | .896 |
| 1992–93      | Adirondack Red Wings | AHL          | 1   | 0  | 1  | 59    | 2   | 0  | 2.03 | —    |
| 1993–94      | Detroit Red Wings    | NHL          | 6   | 3  | 2  | 307   | 12  | 1  | 2.35 | .891 |
| 1994–95      | Detroit Red Wings    | NHL          | 2   | 0  | 0  | 68    | 2   | 0  | 1.76 | .920 |
| 1995–96      | Detroit Red Wings    | NHL          | 15  | 8  | 7  | 936   | 33  | 2  | 2.12 | .898 |
| 1996–97      | Detroit Red Wings    | NHL          | 2   | 0  | 0  | 47    | 2   | 0  | 2.55 | .905 |
| 1997–98      | Detroit Red Wings    | NHL          | 22  | 16 | 6  | 1,381 | 48  | 2  | 2.12 | .918 |
| 1998–99      | Detroit Red Wings    | NHL          | 6   | 4  | 2  | 358   | 14  | 1  | 2.35 | .919 |
| 1999–00      | Detroit Red Wings    | NHL          | 9   | 5  | 4  | 547   | 18  | 2  | 1.97 | .924 |
| 2000–01      | Detroit Red Wings    | NHL          | 6   | 2  | 4  | 365   | 15  | 1  | 2.47 | .905 |
| 2001–02      | New York Islanders   | NHL          | 7   | 3  | 4  | 392   | 17  | 0  | 2.60 | .912 |
| 2002–03      | St. Louis Blues      | NHL          | 7   | 3  | 4  | 417   | 17  | 1  | 2.45 | .907 |
| 2003–04      | St. Louis Blues      | NHL          | 5   | 1  | 4  | 287   | 12  | 0  | 2.51 | .890 |
| 2007–08      | Detroit Red Wings    | NHL          | 19  | 14 | 4  | 1,159 | 30  | 3  | 1.55 | .930 |
| 2008–09      | Detroit Red Wings    | NHL          | 23  | 15 | 8  | 1,406 | 47  | 2  | 2.01 | .926 |
| Celkem v NHL | Celkem v NHL         | Celkem v NHL | 129 | 74 | 49 | 7,651 | 267 | 15 | 2.09 | .916 |